# Afanasii Fet
Afanasii Afanasevici Fet (în rusă: Афана́сий Афана́сьевич Фет, mai târziu și-a schimbat numele în Șenșin, Шеншин) (n. 5 decembrie 1820 - d. 3 decembrie 1892) a fost un poet rus.
Lirica sa romantică, contemplativă, evocă starea de suflet și noaptea ca moment al inspirației.
Poezia sa este remarcabilă prin scurtimea expresiei, sugestivitatea tăcerilor, muzicalitatea interioară a versului.

## Opera
- 1840: Panteonul liric ("Liriceskii panteon");
- 1883/1891: Focurile serii ("Vecernie ogni");
- 1890: Amintirile mele ("Moi vospominaniia");
- 1893: Anii timpurii ai vieții mele ("Rannîe godî moei jizni").